# 252ª Divisione "Sinai"
La 252ª Divisione "Sinai" (in ebraico עוצבת סיני‎?) è una divisione di riserva delle Forze di terra israeliane sotto il Comando meridionale.
Il suo comandante è il Tal Aluf Moran Omer e la divisione ha sede presso la base di Tze'elim.
Sin dalla sua creazione nel 1968, nell'ambito della guerra d'attrito con l'Egitto, la divisione si occupa di controllare il confine israelo-egiziano nella penisola del Sinai.